# Errico Fresis
Errico Fresis (griechisch Ερρίκος Φρεζής Errikos Frezis, *1963 in Volos) ist ein deutsch-griechischer Dirigent und Pianist. Er ist seit 2003 Professor und musikalischer Leiter der Opernabteilung sowie Dekan der Fakultät Darstellende Kunst an der Universität der Künste Berlin.

## Leben
Fresis begann 1988 als Korrepetitor an der Wiener Staatsoper, wo er auch der Assistent des Musikalischen Leiters im Opernstudio war. 1990 ging er als Korrepetitor an die Wiener Volksoper, 1992 als Kapellmeister und Korrepetitor ans Theater Ulm. 1994 wurde er Kapellmeister und Studienleiter am Staatstheater Saarbrücken, wo er auch an der Musikhochschule und Komparatistik an der Universität unterrichtete. In Saarbrücken gründete er das Ensemble für Neue Musik PanArte.
Fresis leitete Aufführungen der Oper Drei Schwestern von Péter Eötvös mit dem Sinfonieorchester der BBC im Rahmen des Festivals in Edinburgh, die Uraufführung des Musiktheaters Viva la Vida von Minas Alexiadis (Alte Oper Frankfurt) mit Mitgliedern des Ensemble Modern im Rahmen der Frankfurter Feste, Konzerte mit Werken von Monteverdi und Nono mit dem Klangforum Wien im Wiener Konzerthaus, Eötvös und Alessandro Scarlatti im Festival für Alte Musik des WDR in Herne, die Uraufführung des Musiktheaters Voyeur von Jörg Mainka an der Staatsoper Stuttgart und die Uraufführung des Musiktheaters swin swin von Tobias Schneid, die auch von 3sat ausgestrahlt wurde.
Als Operndirigent führten ihn Gastspiele ans Teatro Massimo Bellini (Catania), das Nationaltheater Mannheim, das Deutsche Nationaltheater Weimar, die Oper Graz, die Staatsopern in Thessaloniki und Athen, das Festival Ponte de Lima (Portugal) sowie nach Bienne und Soleure in der Schweiz. Als Dirigent von sinfonischem Repertoire dirigierte er Konzerte und Aufnahmen mit dem Sinfonieorchester der BBC, dem Sinfonieorchester Vincenzo Bellini (Catania), dem Rundfunk-Sinfonieorchester Saarbrücken, den Freiburger Philharmonikern, dem ensemble recherche und den Neuen Vokalsolisten Stuttgart an der Universität La Sapienza in Rom, dem Staatsorchester Athen, dem Staatsorchester Thessaloniki, dem Stadtorchester Thessaloniki, dem Orchèstre d’Harmonie de Fribourg (Schweiz) und in Festivals wie Hitzacker, Kurt Weill (Dessau), Menuhin in Gstaad, an der Biennale von Hannover und im Théâtre du Châtelet in Paris.
Fresis war 2000 bis 2003 stellvertretender Generalmusikdirektor des Freiburger Theaters. Dort leitete er die Opernproduktionen und Sinfoniekonzerte.
2003 wurde er als Professor an die Universität der Künste Berlin berufen. Dort ist er als musikalischer Leiter der Opernabteilung, Leiter des Studiengangs Gesang/Musiktheater und Prodekan der Fakultät Darstellende Kunst tätig. An der Universität der Künste Berlin leitete er Aufführungen von Don Giovanni (Giuseppe Gazzaniga), Szenen aus Mozarts Leben (Albert Lortzing), Berliner Requiem und Down in the Valley (Kurt Weill), Das Wachsfigurenkabinett (Karl Amadeus Hartmann), Staatstheater (Kagel), Der Diktator (Krenek), Abstrakte Oper (Blacher), Europeras (John Cage), Kopernikus (Claude Vivier) und Limonen aus Sizilien (Manfred Trojahn). Zudem dirigierte er Konzerte mit Werken von Alban Berg, Luigi Nono, Mathias Spahlinger, John Cage und Hans Wütrich.